# Daniel Wellington
Pour les articles homonymes, voir Wellington.

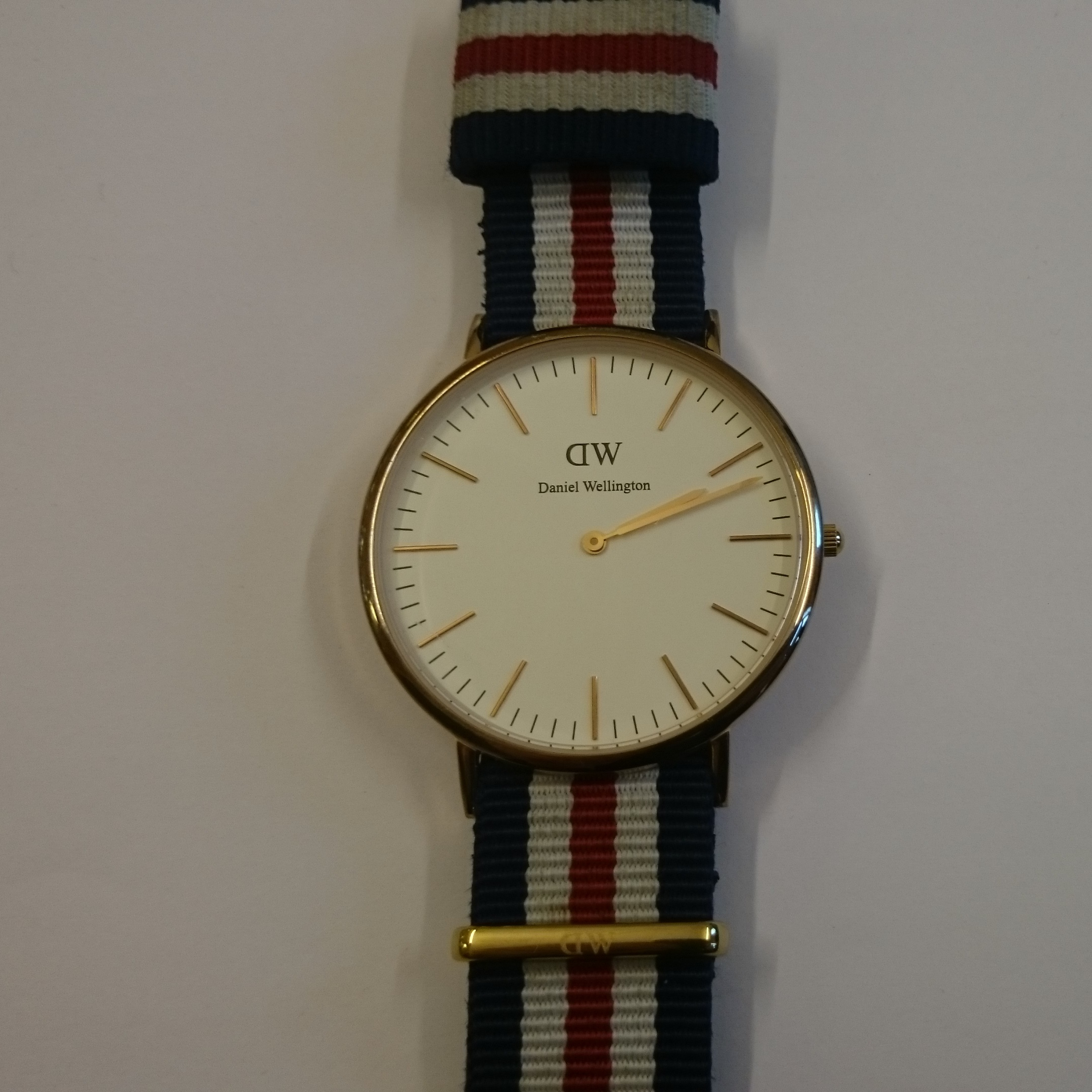
Un modèle classique de montre Daniel Wellington avec un bracelet en Nato.

Daniel Wellington AB est une entreprise horlogère suédoise fondée en 2011 par Filip Tysander.

## L'entreprise
L'entreprise, notamment grâce à une stratégie numérique et une présence sur les réseaux sociaux tels qu'Instagram où la marque regroupe plus de quatre millions d'abonnés, connaît un certain succès.
Cette dernière a notamment été la plus citée sur Instagram en 2018 d'après SocialBakers, devant Nike, Sephora ou Amazon. L'utilisation des réseaux sociaux dans un but marketing s'explique notamment par les moyens financiers limités dont disposait Filip Tysander au lancement de la marque. Cette dernière génère désormais un chiffre d'affaires de 180 millions de dollars et est toujours détenue à 100 % par son créateur, Filip Tysander.

## Les montres
Les montres sont de manufacture chinoise et sont équipées de mouvement à quartz japonais de marque Miyota. Elles se situent dans le bas de gamme.